# Amt Hausbreitenbach
Das Amt Hausbreitenbach war eine territoriale Verwaltungseinheit unter gemeinsamer Verwaltung der ernestinischen Wettiner (Landgrafen von Thüringen) und der Abtei Hersfeld. Deren Nachfolger waren das Herzogtum Sachsen-Eisenach und die Landgrafschaft Hessen-Kassel. Ab 1742 gehörte es komplett zum Herzogtum Sachsen-Weimar-Eisenach, welches 1815 zum Großherzogtum Sachsen-Weimar-Eisenach wurde.
Bis zur Verwaltungs- und Gebietsreform des Großherzogtums Sachsen-Weimar-Eisenach im Jahr 1850 und der damit verbundenen Auflösung bildete es als Amt den räumlichen Bezugspunkt für die Einforderung landesherrlicher Abgaben und Frondienste, für Polizei, Rechtsprechung und Heeresfolge.

## Geographische Lage

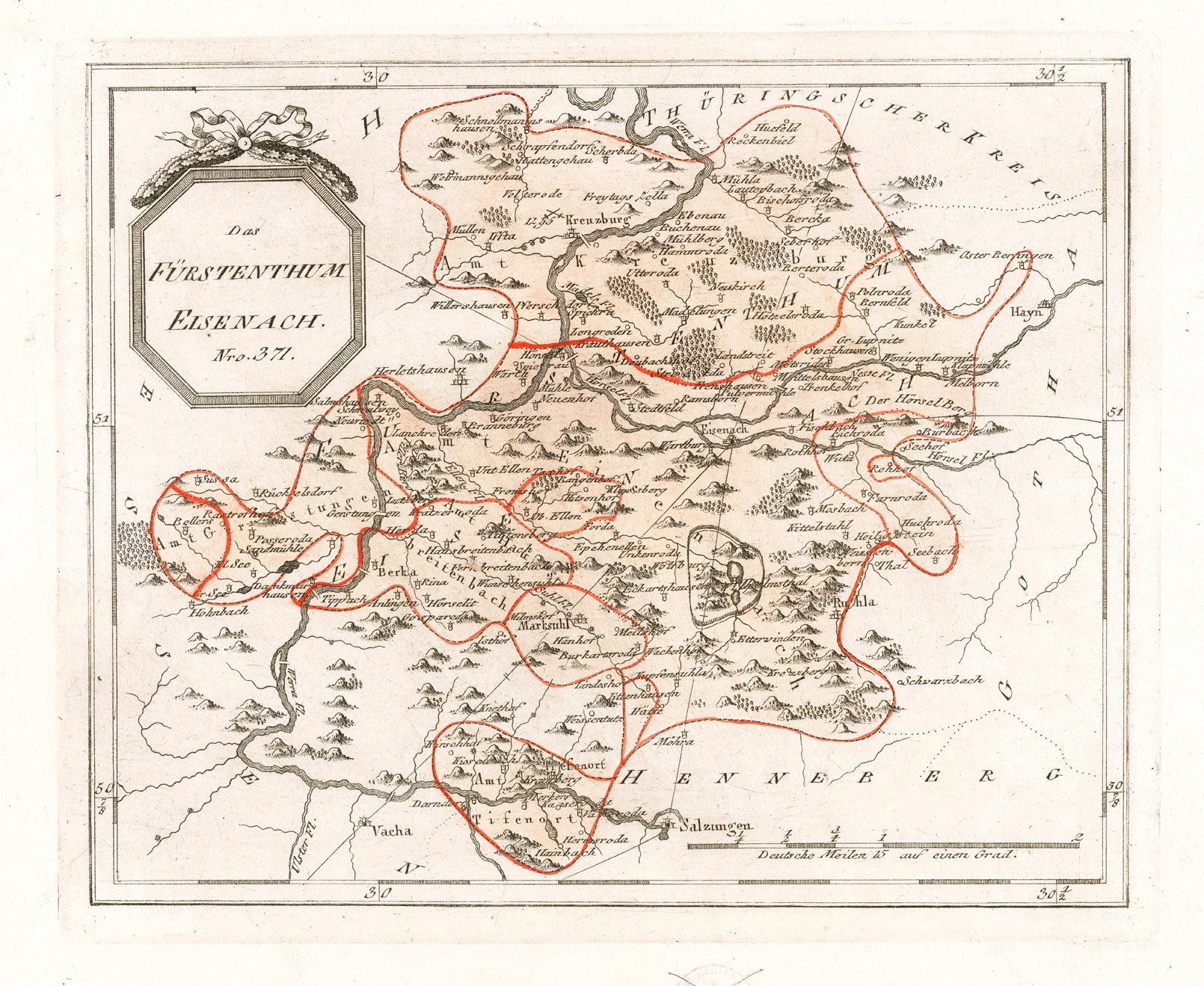
Das Amt Hausbreitenbach im Fürstentum Eisenach im 18. Jahrhundert

Das Amt Hausbreitenbach lag am Unterlauf der Suhl und deren Mündung in die Werra. Naturräumlich lag das Amt im Berkaer Becken des Salzunger Werraberglandes, auf der rechten Seite des mittleren Werratals, am Rande des Richelsdorfer Gebirges. Im Süden grenzte der Frauenseer Forst an, östlich beginnt der Thüringer Wald.
Während seiner Zugehörigkeit zum Großherzogtum Sachsen-Weimar-Eisenach bildete das Amt den südlichsten Teil des Eisenacher Unterlandes, auch als „Eisenacher Kreis“ bezeichnet.
Das Amtsgebiet liegt heute im Westen des Freistaats Thüringen. Mit Ausnahme des Ortes Dippach bildet das ehemalige Amtsterritorium einschließlich der ehemaligen Frauenseer Enklaven Auenheim und Rienau das Stadtgebiet von Werra-Suhl-Tal im Wartburgkreis.

## Angrenzende Verwaltungseinheiten
| Exklave Obersuhl (Amt Rotenburg, Landgrafschaft Hessen-Kassel) | Amt Gerstungen (Herzogtum Sachsen-Weimar-Eisenach)                                       | Amt Eisenach (Herzogtum Sachsen-Eisenach)                      |
| Amt Gerstungen (Herzogtum Sachsen-Weimar-Eisenach)             | Kompassrose, die auf Nachbargemeinden zeigt                                              | Exklave Oberellen (Amt Salzungen, Herzogtum Sachsen-Meiningen) |
| Amt Friedewald (Landgrafschaft Hessen-Kassel)                  | Amt Frauensee (Landgrafschaft Hessen-Kassel, 1816 zum Herzogtum Sachsen-Weimar-Eisenach) | Amt Eisenach (Herzogtum Sachsen-Eisenach)                      |

## Geschichte

### Vorgeschichte
Im Jahre 1016 schenkte Kaiser Heinrich II. der Abtei Hersfeld die Jagd- und Forstrechte (Wildbann) in der Gegend um Hausbreitenbach und Berka/Werra. Die Abtei errichtete am Unterlauf des Flüsschens Suhl, nahe der Mündung in die Werra bei Berka eine kleine Wasserburg – das „feste Haus Breitenbach“ genannt. Die Burg Breitenbach war Ursprung des Ortes Hausbreitenbach und seit dem Hochmittelalter der Verwaltungssitz des Amtes Hausbreitenbach (Vogtei), zu dem auch das seit dem 9. Jahrhundert erwähnte Dorf Berka gehörte. Wegen der raschen wirtschaftlichen Entwicklung Berkas wurde die Vogtei und Verwaltung später nach Berka verlegt, das inzwischen durch eigene Befestigungsanlagen und eine Kirchenburg geschützt wurde.
Die Hersfelder Äbte setzten für die Verwaltung der umliegenden Orte Ministeriale ein. So wurde der Ort Herda durch die Herren von Herda verwaltet. Seit 1239 sind hersfeldische Ministeriale von Berka nachweisbar. Die Herren von Frankenstein verkauften 1330 ihren Besitz in Berka/Werra mit anderem Grundbesitz an die mit ihnen verwandten Grafen von Henneberg auf der Krayenburg, andere Teile gingen an die Herren von Herda. Die Erbschaftsansprüche gingen später an die Landgrafen von Thüringen über.

### Gemeinsame sächsisch-hersfeldische Verwaltung
Im Jahr 1290 übergab der thüringische Landgraf Albrecht II. die Burg Breitenbach als eine Vogtei an seinen Sohn Apitz.
Mit dem Hersfelder Abt Johann II. von Elben schlossen die thüringischen Landgrafen 1354 einen Vertrag, dem zufolge das Haus und Amt zu Breitenbach mit dem Dorf Berka gemeinschaftlich verwaltet wurde. Der thüringische, später sächsische Amtmann hatte seinen Sitz in Hausbreitenbach, ab dem 16. Jahrhundert im benachbarten Gerstungen, der hersfeldische wohnte in Berka/Werra.
1408 verpfändete der thüringische Landgraf und Markgraf von Meißen, Friedrich der Friedfertige, seinen Amtsanteil an Georg und Fritz von Reckenrodt. Sein Nachfolger, der sächsische Herzog Wilhelm III. sprach zu dieser Verpfändung 1448 seine Anerkennung aus. 1503 erfolgte die Verpfändung des halben Anteils an Schloss und Amt Breitenbach durch den sächsischen Kurfürsten Friedrich der Weise und seinen Bruder Johann an Hans Motsch, ausgenommen die geistlichen Lehen. Die Pfandsumme wurde 1539 durch den Kurfürsten Johann Friedrich den Großmütigen wieder zurückgezahlt.
Der hersfeldische Amtsanteil war 1525 zunächst pfandweise an die Landgrafschaft Hessen übergegangen. Philipp I. von Hessen hatte wegen Unterdrückung des Bauernaufruhrs im Hersfeldischen an Kriegskosten 12.000 Goldgulden berechnet und bekam dafür von Abt Crato I. pfandweise die Hälfte der Stadt Hersfeld, den hersfeldischen Anteil an Berka und das hersfeldische Kloster „zum See“ (Kloster Frauensee) eingeräumt.

### Bauernkrieg und Reformationszeit
Im Deutschen Bauernkrieg besetzte Landgraf Philipp von Hessen den Ort Berka und zog dann weiter nach Eisenach, wo mit anderen Bauernführern ein gewisser Jakob Töpfer, Bauernführer aus Berka auf dem Marktplatz hingerichtet wurde. Für die Unterstützung der Aufrührer musste der Ort hohe Bußgelder zahlen. Im Amtsgebiet wurde im Bauernkrieg u. a. das Schloss Herda zerstört. Philipp I. von Hessen führte in Berka 1527 zwangsweise die Reformation durch.
Der Ort Herda war in dieser Zeit ein Zentrum der Täuferbewegung. Als Anführer dieser Bewegung wurde der freie Bauer Fritz Erbe gefangen genommen und zunächst in der Wasserburg Hausbreitenbach eingekerkert. Aufgrund der hessisch-sächsischen Doppelherrschaft im Amt brach ein Streit zwischen den beiden Regenten aus, wie man mit Fritz Erbe wegen seiner unbeirrbaren Haltung im Sinne der Täuferlehre umgehen solle. Der sächsische Kurfürst Johann Friedrich I. forderte die Todesstrafe, aber Landgraf Philipp I. zögerte, jemanden wegen seines Glaubens hinrichten zu lassen. Ein längerer Briefwechsel beider Herrscher zu diesem Thema folgte, während Fritz Erbe in einem Turm der Eisenacher Stadtmauer – dem Storchenturm – festgehalten wurde. Als Resultat musste Erbe von 1533 bis 1548 in Gefängnissen in einem Eisenacher Stadtturm und im Südturm der Wartburg bis zu seinem Tode leiden.

### Gemeinsame sächsisch-hessische Verwaltung
1539 tagten in Berka hessische und kursächsische (ernestinische) Räte in Grenzstreitigkeiten und Reformationsangelegenheiten. Im Jahr 1543 verordnet der Landgraf von Hessen eine Hausmusterung, damit soll der wirtschaftliche Zustand der neu erworbenen Landesteile untersucht werden. Im Dreißigjährigen Krieg wurde fast der ganze Ort Berka von kaiserlichen Truppen niedergebrannt. Durch Hunger, Kriegseinwirkungen und die Pest war Berka am Ende des Krieges fast entvölkert.
Bei der Säkularisation der Abtei Hersfeld trat die Landgrafschaft Hessen-Kassel 1648 als dessen Erbe ein und ließ durch einen besonderen Amtsvogt, welcher in Berka wohnte, die Erlöse vom Amt Breitenbach einnehmen. Die hessischen Landgrafen nahmen aber außer den Erlösen auch mancherlei Rechte für sich in Anspruch und riefen dadurch Differenzen mit dem Herzogtum Sachsen-Eisenach hervor, welche besonders nach dem 1730 erfolgten Tode des Landgrafen Karl zu Hessen-Kassel scharf zu Tage traten. Die hessische Verwaltung verlangte ein Trauergeläut in den Amtsorten. Als dies vom Eisenacher Herzog verweigert wurde, ließen sie Berka militärisch besetzen.
Die Sache kam an den Reichshofrat. Es erfolgte 1733 die erste Einigung, infolge deren der Landgraf Friedrich von Hessen seine Ansprüche auf das Amt Hausbreitenbach fallen ließ und dafür aus demselben die Ortschaften Dippach und Gospenroda, aus dem Amt Gerstungen: Süß, Kleinensee, Bosserode und Raßdorf bekam. Damit war der Abschluss aber noch nicht erreicht, sondern Hessen rührte die Sache wieder auf, und es wurden andere Arrangements getroffen. Dieser „Hausbreitenbacher Amtsaustauschungsvergleich“ hat erst am 19. März 1742 sein Ende erreicht.
Die Orte Süß, Bosserode und Raßdorf wurden dem baumbachschen Gericht Nentershausen im hessischen Amt Sontra zugeordnet, welches seitdem das Amt Gerstungen in zwei Teile trennte. Kleinensee und Dippach kamen an das hessische Amt Friedewald und Gospenroda an das hessische Amt Frauensee.

### Das Amt unter Verwaltung von Sachsen-Weimar-Eisenach
Das Amt Hausbreitenbach gehörte somit seit 1742 endgültig zum Herzogtum Sachsen-Weimar-Eisenach (Landesteil Sachsen-Eisenach). 1765 gehörten zum Amt Hausbreitenbach sechs Orte und mehrere Höfe. Laut einer Amtsbeschreibung von 1756 wurde das Amt durch den Amtmann von Gerstungen mitverwaltet.
Durch die Auswirkungen des Wiener Kongresses wurde das Herzogtum 1815 zum Großherzogtum Sachsen-Weimar-Eisenach erhoben. Damit verbunden waren etliche Gebietszugewinne. Vom kurhessischen Amt Friedewald erhielt das Amt Hausbreitenbach 1816 die vier Orte Dippach, Vitzeroda, Abteroda, und Gasteroda.
1849/50 erfolgte im Großherzogtum Sachsen-Weimar-Eisenach die Trennung der Rechtsprechung von der Verwaltung. Das Amt Hausbreitenbach kam als Teil des Justizamts Gerstungen mit anderen Ämtern des Eisenacher Kreises zum Verwaltungsbezirk Eisenach, der auch als III. Verwaltungsbezirk bezeichnet wurde.

## Zugehörige Orte
Der Sitz der beiden Amtsvögte war Hausbreitenbach, später Gerstungen (Sachsen-Eisenach) und Berka (Hessen-Kassel).
Dörfer
- Berka/Werra
- Hausbreitenbach
- Fernbreitenbach
- Herda
- Horschlitt
- Wünschensuhl

Dörfer, die zeitweise zum Amt gehörten
- Dippach (1733–1816 zum hessischen Amt Friedewald)
- Gospenroda (nach 1733 zum hessischen Amt Frauensee)
- Abteroda (bis 1816 zum hessischen Amt Friedewald)
- Gasteroda (bis 1816 zum hessischen Amt Friedewald)
- Vitzeroda (bis 1816 zum hessischen Amt Friedewald)

Einzelgüter und Vorwerke
- Dietrichsberg
- Kratzeroda (Vorwerk des Schlosses Herda)
- Lutzberg (schulisch und kirchlich zu Herda)
- Rengershof

Burgen und Schlösser
- Burg Breitenbach
- Schloss Herda
- Schloss Dippach

Wüstungen
- Oberbreitenbach (in der Flur Fernbreitenbach)

## Burg- und Amtsmänner
Als Burgmänner und Amtsinhaber wurden in Urkunden zum Amt Hausbreitenbach ermittelt:
- von Herda (1350–1354)
- Eberwein von Rumrodt (1357)
- von Hornsberg (1358)
- Hermann von Rumrodt (1366)
- von Schindekopf (1366)
- von Buchenau (1398)
- von Besa und von Rode (1400)
- von Reckrodt (1448)
- Hans Wetsch (vor 1498)
- von Bischofrode (1498)
- von der Tann (1558–1686)
- von dem Brinck (1???–1729)[3]